# 吉野川市立図書館
吉野川市立図書館（よしのがわしりつとしょかん）は、徳島県吉野川市の公共図書館。吉野川市立山川図書館と吉野川市立川島図書館の2館からなる。

## 歴史

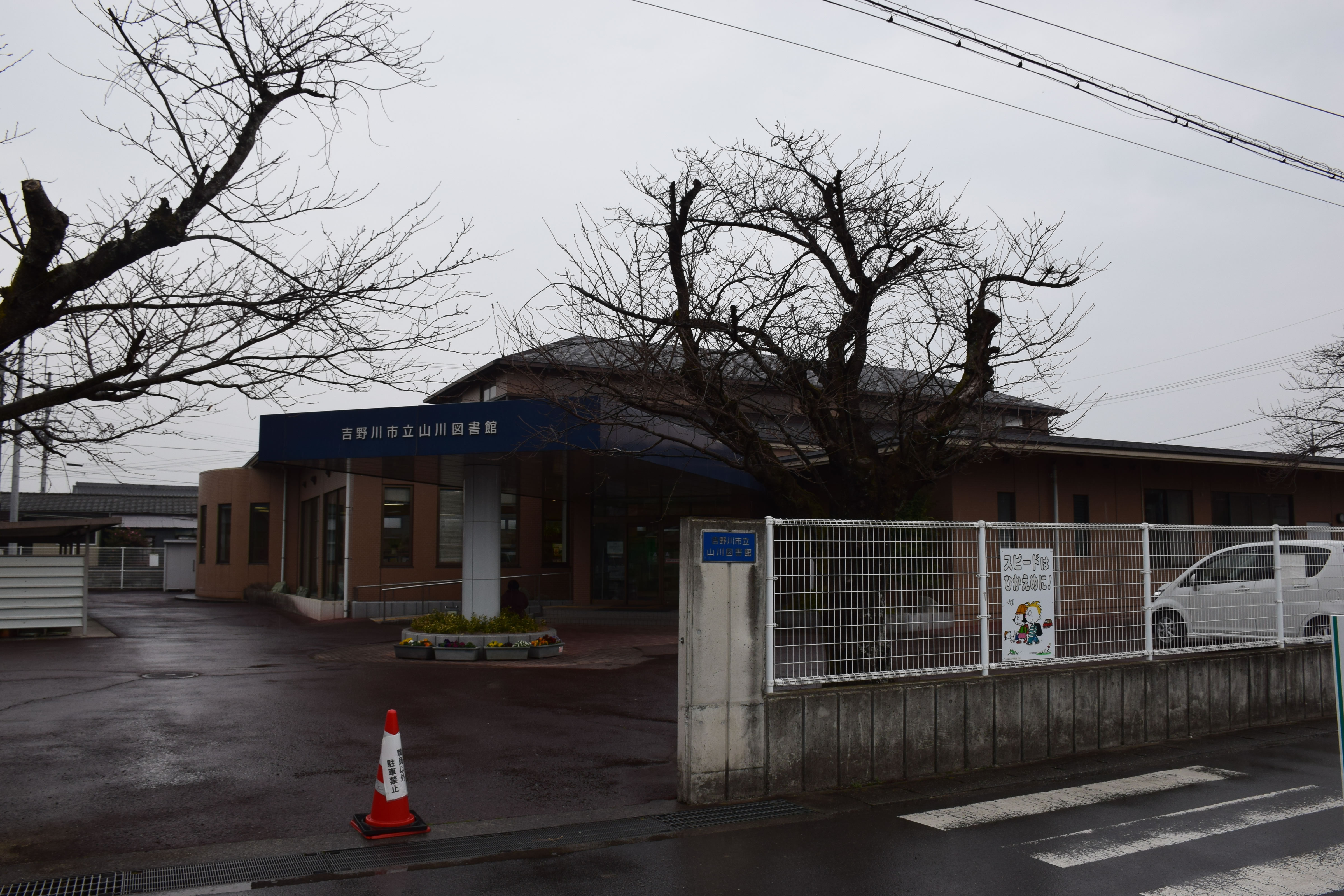
吉野川市立山川図書館

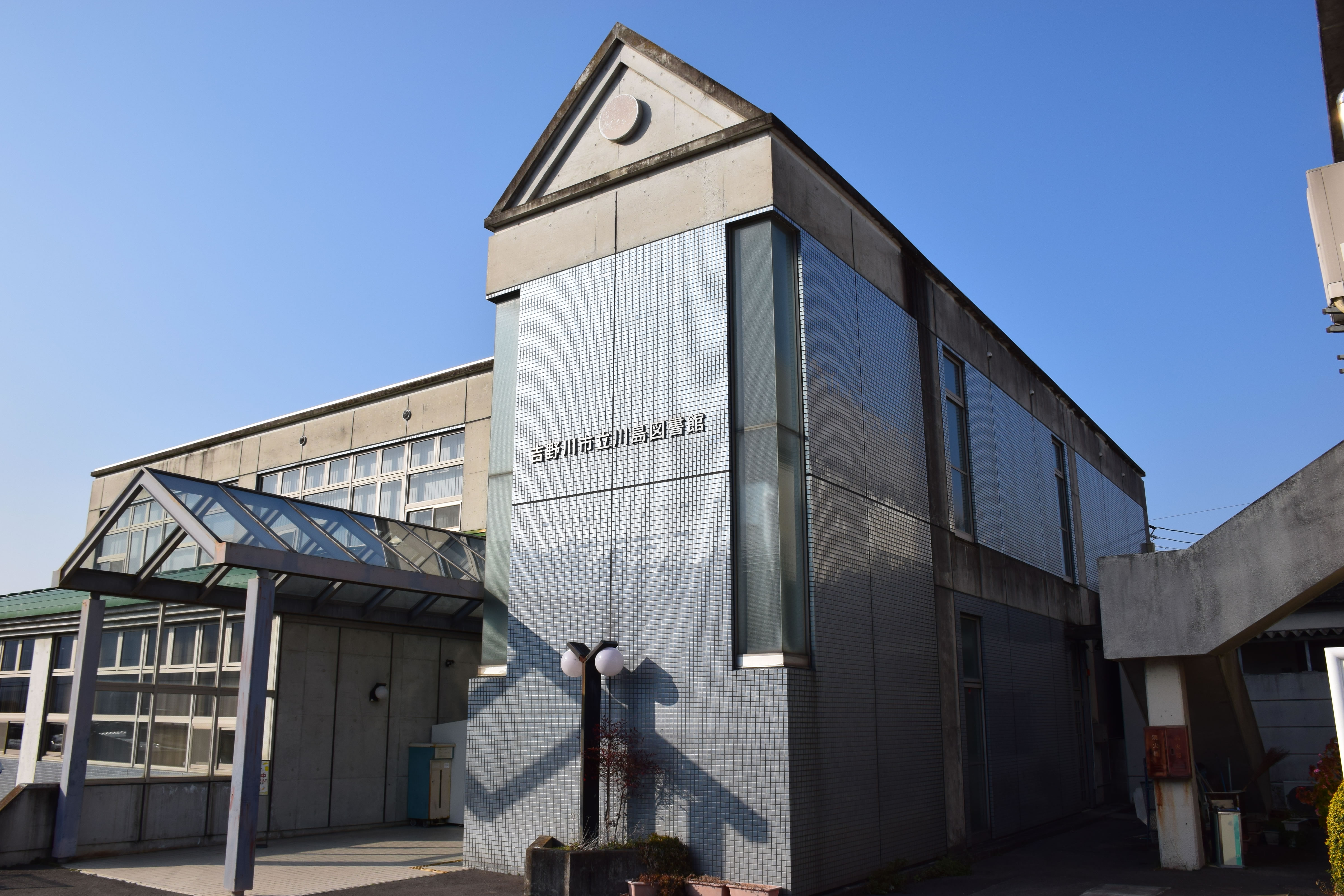
吉野川市立川島図書館

### 吉野川市誕生前
- 1989年（平成元年）3月、麻植郡川島町に川島町立図書館が開館。
- 1997年（平成9年）4月、麻植郡山川町に山川町立図書館が開館。

### 吉野川市誕生後
- 2004年（平成16年）10月1日に鴨島町・川島町・山川町・美郷村の3町1村が合併して吉野川市が成立し、山川町立図書館は吉野川市立山川図書館に、川島町立図書館は吉野川市立川島図書館に改称した。旧鴨島町域と旧美郷村域に図書館はない。
- 2019年（令和元年）9月16日から12月20日まで山川図書館臨時休館[1]。
- 2020年（令和2年）4月に吉野川市立鴨島図書館が開館予定[2]。

## 特徴
2013年度末時点の山川図書館の蔵書冊数は81,170冊、川島図書館の蔵書冊数は67,597冊である。2013年度の山川図書館の個人貸出冊数は65,199冊であり、川島図書館の個人貸出冊数は46,922冊である。
山川図書館には、一般図書コーナー・児童図書コーナー（小学生向け）・絵本、紙芝居やお話し会もできる幼児コーナー・AVコーナー（CD・LD・VTR・DVD等の視聴）・辞書や専門書のレファレンスコーナー・閲覧コーナー・館内の本やAV資料の検索コーナーなどがある。

## 基礎データ
- 所在地
  - 山川図書館 : 徳島県吉野川市山川町北島19-7
  - 川島図書館 : 徳島県吉野川市川島町桑村883-1
- 開館時間
  - 山川図書館 : 10時から18時
  - 川島図書館 : 10時から18時
- 休館日
  - 山川図書館 : 月曜日、祝日（文化の日は開館）、月末整理日、年末年始、特別整理期間
  - 川島図書館 : 水曜日、祝日（水曜日が祝日に当たるときはその翌日）、月末整理日、年末年始、特別整理期間